# Верхнеюринское (сельское поселение)
Верхнеюринское — упразднённое муниципальное образование со статусом сельского поселения в Можгинском районе Удмуртии Российской Федерации.
Административный центр — деревня Верхние Юри.

## История
Статус и границы сельского поселения установлены Законом Удмуртской Республики от 13 июля 2005 года № 41-РЗ «Об установлении границ муниципальных образований и наделении соответствующим статусом муниципальных образований на территории Можгинского района Удмуртской Республики».
Законом Удмуртской Республики от 8 апреля 2016 года № 20-РЗ, были преобразованы, путём их объединения, муниципальные образования Большекибьинское Верхнеюринское в новое МО Большекибьинское с административным центром в селе Большая Кибья.

## Население
| 2008 | 2010 | 2012 | 2013 | 2014 | 2015 | 2016 |
| ---- | ---- | ---- | ---- | ---- | ---- | ---- |
| 652  | ↗760 | ↘750 | ↘746 | ↘728 | ↘717 | ↘703 |

## Состав сельского поселения
| № | Населённый пункт | Тип населённого пункта          | Население |
| - | ---------------- | ------------------------------- | --------- |
| 1 | Атабаево         | деревня                         | →94       |
| 2 | Верхние Юри      | деревня, административный центр | ↘530      |
| 3 | Каменный Ключ    | деревня                         | ↘125      |
| 4 | Привольный       | деревня                         | ↘1        |